# Agó Franzetti
Agó Franzetti (Buenos Aires, Argentina; 16 de junio de 1945-ibidem; 29 de mayo de 2019) fue una productora, vedette y actriz de cine, teatro y televisión argentina.

## Carrera
De exuberante figura, Franzetti tuvo su mayor apogeo actoral durante las décadas de 1970 y 1980. Se inició en el medio artístico como productora del programa de Mirtha Legrand. Estudió dirección integral de televisión. Dio sus primeros pasos en la actuación junto a Narciso Ibáñez Menta, en el programa El Robot, este gran actor fue quien confió en su talento como actriz y la convenció de que se ponga delante de las cámaras.
En cine trabajó en películas como Mi amigo Luis (1972) protagonizada por el primer actor cómico Luis Sandrini, Los caballeros de la cama redonda (1973) en una picaresca escena con Alberto Olmedo, La guerra de los sostenes (1976) con Juan Carlos Calabró, Fidel Pintos, Tristán, Javier Portales y Gogó Andreu; y Tiro al aire (1980) con Héctor Alterio. Trabajó bajo la mano de directores de renombre como Carlos Rinaldi, Jorge Mobaied, Gerardo Sofovich, Sergio Móttola y Mario Sabato.
En televisión tuvo la oportunidad de lucirse con grandes capocómicos como Carlos Balá, José Marrone, Darío Vittori, y los uruguayos Berugo Carámbula, Ricardo Espalter, Enrique Almada, Andrés Redondo y Eduardo D'Angelo. Para televisión actuó en la película Pequemos un poquito junto a Gabriela Gili, Elizabeth Killian, Alberto Martín y Paulina Singerman.
También trabajó como actriz-modelo de fotonovelas como Ultratumba, el monstruo de Londres.
Antes de retirarse, a fines de los años 80, trabajó en algunas comedias picarescas y títulos de la revista porteña.
En los 90 fue noticia tras un grave accidente automovilístico en el que por milagro no perdió su voz y se recuperó rápidamente.
La actriz Agó Franzetti falleció a la edad de 73 años el 29 de mayo de 2019. Tuvo una hija llamada Gabriela. Su hermano es el músico de jazz Carlos Franzetti.

## Filmografía
- 1986: En busca del brillante perdido.
- 1980: Tiro al aire.
- 1976: La guerra de los sostenes.
- 1974: Seguro de castidad.
- 1973: Los caballeros de la cama redonda.
- 1972: Mi amigo Luis.
- 1972: Mi hijo Ceferino Namuncurá.

## Televisión[4]
- 1984: Hiperhumor
- 1986: Claudia Morán.
- 1982/1983: Los rapicómicos.
- 1982: Las 24 horas.
- 1982: Teatro de humor de Darío Vittori.
- 1981: Herencia de amor.
- 1981: El show de Carlitos Balá.
- 1974/1977: Jacinta Pichimahuida la maestra que no se olvida.
- 1974: El gran Marrone.
- 1974: Humor a la italiana.
- 1973/1974: Fresco y Batata.
- 1971: Pequemos un poquito.
- 1970: Robot.

## Teatro
- 1974: ¿Será virgen mi marido?, estrenado en el Cine Teatro Opera, con Guido Gorgatti, Estela Vidal, Tino Pascali y Gino Renni.